# Julia Clarete
Eda Giselle Rosetta N. Clarete (24 de septiembre de 1979), más conocida por su nombre artístico como Julia Clarete. Es una cantante, compositora y actriz filipina, tanto en el teatro como en el cine. Ella se inició como miembro de Star Circle (Estrella Mágica) Lote 4 en 1996. Es una de las coanfitriones de Coma Bulaga, en lo más largo y activamente ejecutante en el mediodía de este programa de televisión en su natal Filipinas. Actualmente está casada y dio a luz a un bebé saludable,  nacido a mediados de 2007.

## Filmigrafía

### Películas
- Scaregiver (2008)
- Arrugas (2006) - preproducción
- Txt (película) (2006)
- Milagroso (2006)
- Si Nasaan Francisco? (2006)
- Mulawin (La película) (2005)
- Dreamboy (2005)
- Sa Ilalim ng Cogon (2005) - Katia
- Kilig.. Kilig .. Pintig .. Yanig (2004)
- Lally Quezon City (2004) - Lally
- Joan Jologs (2002) - Joan
- Nadine Viaje (2001) - Nadine
- Narining mo na ba ang l8est? (2001) - Cathy Narining mo na ba l8est esp? (2001) - Cathy
- Kahit isang saglit (2000) - Ginny Kahit Isang saglit (2000) - Ginny
- Soltera (1999)
- Hanggang Kailan Kita Mamahalin (1997)
- Biyuda si Mister, Biyuda si Misis (1997)

### TV Shows
- Ang Dalawang Mrs. Real (2014) - Frances
- SOP (2008) - Herself performer SOP (2008) - sí misma artista intérprete o ejecutante
- Bakekang (2006) - Georgia Bakekang (2006) - Georgia
- Proyecto 11 (2006) - misma
- Magpakailanman: Julia Clarete Historia
- Reír a risa: Ang Kulit! (2006) - misma
- Desafío extra (2006: Ang Tagapagmana, 2004: Buhay Barko) - sí misma; desafío
- Nuts Entertainment (2006) - herself Entretenimiento nueces (2006) - misma
- Pie Amor al amor: Temporada 9 (2005-2006) - Cherry Pie
- Significado de los sueños de Hollywood (2005) - sí, el ganador
- Coma Bulaga - 2005 hasta la actualidad
- Denise Sana'y wala ng wakas (2003) - Denise
- Gandoza Bituin (2002) - Agnes Gandoza
- Sa puso ko, iingatan ka (2001) - Shiela Montecillo
- Gimik (1996) - Jules
- Kaybol
- Ang TV - a sí misma

### Apariciones
- Rizza Navales Magpakailanman: Rizza Navales Historia (2005) - Rizza Navales
- Magpakailanman: Vicenter Undécimo Historia (2005) - La hija de Ente
- Nueva Estimado Mo Ko igual? (2006) - misma
- Wag Kukurap: Episodio su amante (2006) - Marita
- Mel y Joey (2006) - misma
- La sala de espera (Coma Bulaga Martes Santo Especial) (2006)
- Na ahora! (2006) - misma
- Majika Desfile (2006) - misma
- A su servicio: Star Poder (2006) - misma
- Kung Ako, Ikaw! (2008) - misma

## Temas musicales
- Un amigo, publicado 1996
- Shattered Glass , leaked on the Internet 2005 (with former band Sawat Dii Khap ) Shattered *Glass, se filtró en Internet 2005 (con la antigua banda de Sawat Dii Khap)
- Bumalik Ka Lang, publicado 2006